# 当雷蒙
当雷蒙（法語：Damrémont，法語發音：[dɑ̃ʁemɔ̃]）是法国上马恩省的一个市镇，属于朗格勒区。

## 地理
当雷蒙（47°57'10"N, 5°38'27"E）面积4.84 平方千米，位于法国大東部大區上马恩省，该省份为法国东北部内陆省份，北起马恩省和默兹省，西接奥布省，西南接科多尔省，东南接上索恩省，东临孚日省。
与当雷蒙接壤的市镇（或旧市镇、城区）包括：拉讷韦勒、默兹河畔勒沙特莱、维克。

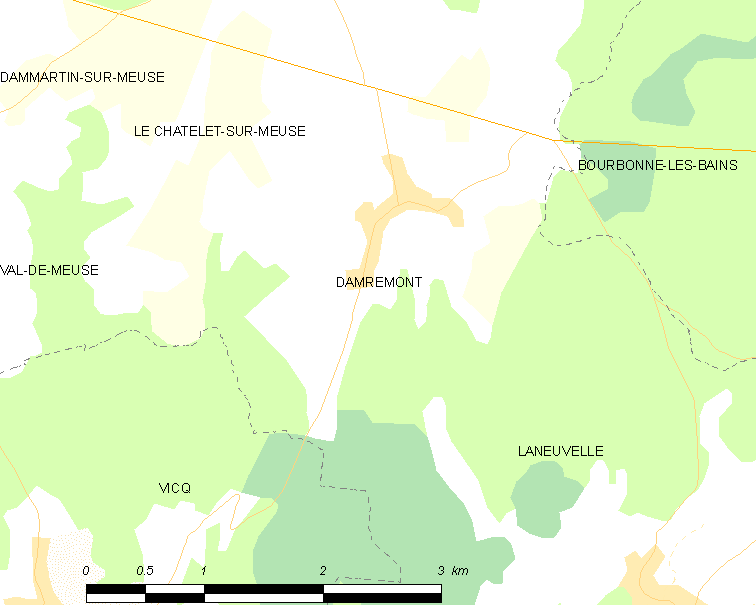
当雷蒙的OSM定位图

当雷蒙的时区为UTC+01:00、UTC+02:00（夏令时）。

## 行政
当雷蒙的邮政编码为52400，INSEE市镇编码为52164。

## 政治
当雷蒙所属的省级选区为波旁莱班县。

## 人口

1962-2008年间当雷蒙人口变化图示

当雷蒙于2022年1月1日时的人口数量为198人。